# John Browne (artiste)
Pour les articles homonymes, voir John Browne (homonymie) et Browne.
John Browne, né le 26 avril 1741 et mort le 2 octobre 1801, est un graveur anglais. Il est membre de la Royal Academy.

## Biographie
Né le 26 avril 1741 à Finchingfield dans l'Essex, il est le fils posthume de John Browne (1715–1741), recteur de Bayfield près de Holt à Norfolk et de sa femme Mary Pask (1720-1776), fille de George Pask (1682-1753), vicaire de Finchingfield, Essex et petite-fille d'Isaac Watlington (mort vers 1700), député de Cambridge. John Browne étudie à Norwich et, en 1755, est envoyé à Londres par son grand-oncle, le médecin Messenger Monsey, où il est placé chez le graveur John Tinney.
John Browne travaille ensuite pour William Woollett, son camarade d'apprentissage. Il se distingue rapidement dans son art, et en 1768, il expose une gravure de St. John Preaching in the Wilderness, d'après Salvator Rosa, qui lui vaut une grande attention. Deux ans plus tard, il est nommé graveur associé de Royal Academy et se distingue comme un excellent graveur de paysages. Nombre de ses œuvres sont publiées par Boydell. Il meurt en 1801 à Walworth.